# Stas (musikalbum)
Stas är Pelle Osslers sjätte studioalbum. Det släpptes 30 januari 2013 på CD och LP.

## Låtlista
1. "Hundön" - 4:14
2. "Tysk höst" - 4:08
3. "Skönhet i förfall" - 4:50
4. "Fåglar faller" - 5:02
5. "Grisarna och flugorna" - 4:57
6. "Huset vid sjön" - 3:57
7. "Tiden lider" - 5:16
8. "Fars dag" - 3:37
9. "Solen och ängeln" - 4:30
10. "Partisanen" - 5:22